# Чапліївка (Шосткинський район)
Чаплі́ївка — село в Україні, в Шосткинській міській громаді Шосткинського району Сумської області. Населення становить 1438 осіб. Колишній орган місцевого самоврядування — Чапліївська сільська рада.

## Географія
Село Чапліївка знаходиться на березі річки Осота в місці впадання її в річку Десна, вище за течією за 5 км розташоване село Клишки, вище за течією річки Десна за 7 км розташоване село Тиманівка. На протилежному березі — село Лушники. На річці невелика загата. Поруч із селом знаходиться велике природне озеро Ретіж.
Чапліївка багата на водойми. Через село протікає річка Осота. Сама назва звучить по-сучасному: не то польова трава осот, не то болотяна осока. Але старий «Енциклопедичний словник» цю річку називає не Осота, а Осоть, а в «Словнику староукраїнської мови XIV—XV століття» ми знаходимо слово «осочь», що означає князівські лови. Це наводить на думку, що в давні часи недалеко від річки знаходились князівські мисливські землі «Осочь».
Урочища та місцевості біля села: Борок, Дубова долина, Есманський шлях, Жолудева Хвоїнка, Капеніри, Круча, Козацький луг, Комолове, Лисенкова гора, Лисенків яр, Мулярова долина, Новеньке, Пластунова долина, Ржавець, Салова гора, Святий дуб, Ставковий колодязь,  Церковне, Чернече.

## Символіка
На гербі зображена чапля на синьому тлі з білими хвилями, та сковорідка з чаплією на вогні на жовтому тлі, що веде нас до назви села (герб є подвійнопромовистим). Синій колір означає що Чапліївка багата на водойми, а жовтий це колір млинців (готують на сковорідці) - страви, популярної в селі.

## Назва
Існує декілька версій про походження назви Чапліївка, що передаються із покоління в покоління.
Згідно з однією легендою, походження назви Чапліївка відносять до періоду, коли на українську землю пересилилися багато поляків. Поляк Чаплинський, скорений красою і багатством нашого краю, збудував на річці Осоті маєток. У ньому він не жив, а приїздив на відпочинок і полювання. Біля його будинку селилися селяни, створивши поселення, а пізніше село, яке отримало назву від прізвища його власника, — Чапліївка.
Ще одна легенда розповідає про період, коли наша територія була зовсім не заселеною. Росли вічні ліси, серед яких розкинулися болота і глибока річка Осота. У лісі було багато тварин, а в річці — риба. Це привернуло сюди людей на полювання і рибальство. Деякі з них тут селилися, створюючи поселення. А до них чіплялися нові і нові сім'ї. Нібито від слова «чіплятись» (а по місцевому «чеплятися») і пішла назва села «Чепліївка», яку згодом перейменували на «Чапліївку».
Ще місцеві ковалі славилися виробами чеплій до сковорідок. Звідси й легенди і назва села Чепліївка, що була незмінною три століття, допоки у Москві при складанні в 1946—1947 роках нових даних про села, поселення допустили помилку, назвавши село Чапліївкою.

## Історія
Поблизу села Чапліївка виявлені поселення часу неоліту, бронзи і скіфських часів.
Поява Чапліївки на березі річки Осоти, лівої притоки Десни, згідно з письмовими спогадами, сягає 1605—1610 років. Саме тут утворилося невелике поселення, яке розрослося внаслідок збільшення населення і поповнення прибулими людьми, перетворилося на село. За словами старожилів, село почалося з млина на Осоті, збудованому вороніжцем Семеном Гавриловим. Саме йому гетьман Золотаренко (1659—1663 р.р.) надав право заселяти навколишні землі.
Гетьман Мазепа у 1688 році передав чапліїський млин Батуринському Новомлинському дівочому монастирю. Козаки Забіли замість нього збудували ще декілька млинів в інших місцях. Так в «Описі Новгород-Сіверського намісництва 1779—1781 років» вказано, що окрім знаного вже млина на Рудні, що належав Прохору Забілі, вниз по течії Османі за дві версти був млин при Новому хуторі (Чернече), подарований Забілами Рихлівському монастирю, а за версту від нього на Реті був хутір Нова Кунашовка з млином Миколи Забіли, а ще за півверсти був млин Андрія Забіли при хуторі Стара Кунашовка.
Село було приписано до Воронежу, Ніжинського полку, війту Щасному, а потім, до 1689 року — П. М. Забілі. Із 1689 року Чапліївкою володів його син — ніжинський полковник С. П. Забіла, який втратив право володіння селом за допомогою Івана Мазепи. Чапліївка була передана князю Долгорукому. Долгорукі володіли селом до свого падіння (1709—1730).
Під час «Північної війни» 1700—1721 рр. Росії з Швецією події якої торкнулися нашого села. 1708 року війська Карла 12 знаходилися в Новгород-Сіверську. Головна квартира знаходилась в с. Горки на р. Десні. Туди прибув гетьман Іван Мазепа з кількома тисячами козаків, що підтримували його. Паралельно з російськими військами рухалася російська армія на чолі з Петром 1.
Найбільші сутички в нашому краї між російськими і шведськими військами відбулися наприкінці 1708 року під селом Чапліївка. При переправі шведських військ через р. Десну загинуло з обох сторін багато воїнів, особливо шведів. Їх загони рухалися від с. Чапліївки до села Обтове прокладаючи у болотній місцевості мости та гаті, до с. Лукнів.
Нині чапліївці кажуть, що в урочищі Скорик заховалася гребля з лозяним містком через Есмань і зробили її шведи скоро за день і ніч, бо «зіткнулися з перепоною Есманню та болотами. Шведи пішли далі, а гребля залишилася». Залишилася довічно, бо, за тим же Домонтовичем, у середині ХІХ століття нею проходила воєнна дорога з Обтова через Чапліївку на Собич завдовжки 38 верст 92 сажні, з яких одна верста і 358 сажень йшли по гатях, тобто греблями по болотах. У мирний час ця дорога виконувала транспортну або торгову функцію, як частина довгої дороги від кордону з Орловською губернією (Грем'яч) до кордону з Київською губернією через Новгород — Сіверський, Собич, Чапліївку, Обтове, Кролевець, Конотоп. Дорога утримувалась селянами навколишніх сіл. Вартість провозу товару становила 15 — 25 коп. сріблом зі 100 верст з пуда. Надійною дорога вважалася в снігові зими, а в малосніжну, теплу зиму рух вантажів був надзвичайно тяжким. Обтівська дорога діяла допоки Собич був у межах Кролевецького повіту, а в 1923 році він увійшов до складу новоутвореного Клишківського району разом з Тиманівкою та Чапліївкою.
У 1730 році Чапліївка передана на утримання кінних заводів.
Неодноразово у селі бував всесвітньо визнаний педагог Костянтин Дмитрович Ушинський, що жив у Богданці, а в Чапліївку приїздив до поміщика Бугаєвського.
Бували в Чапліївці і царі. Так, московський цар Петро І із своїм почтом під час війни зі шведським королем Карлом ХІІ провів у селі цілу добу.

## Населення
Згідно з переписом УРСР 1989 року чисельність наявного населення села становила 2527 осіб, з яких 1106 чоловіків та 1421 жінка.
За переписом населення України 2001 року в селі мешкало 1430 осіб.

### Мова
Розподіл населення за рідною мовою за даними перепису 2001 року:
| Мова            | Кількість | Відсоток |
| --------------- | --------- | -------- |
| українська      | 1408      | 97.91%   |
| російська       | 29        | 2.02%    |
| інші/не вказали | 1         | 0.07%    |
| Усього          | 1438      | 100%     |

## Економіка
- Вівце-товарна ферма.
- «Осота», ТОВ.
- «Десна», сільгосппідприємство.
- «Дія», ПП.

## Об'єкти соціальної сфери
- Школа.
- Народний музей історії.

## Відомі люди
- Бензик Михайло Семенович — хорунжий Армії УНР.
- Грибань Надія Павлівна — заслужена художниця України.
- Пилипенко Іван Васильович (1924—1998) — український художник.
- Пітер Сурай (Петро Федорович Сурай) (нар. 1956) — радянський, український і британський учений в галузі біохімії, репродукції та годівлі сільськогосподарської птиці.